# Оспанов, Нуржан
Нуржан Оспанов (1887 год, Семипалатинская область, Российская империя — 1979 год, Каракалинский район, Карагандинская область, Казахская ССР) — советский передовик сельского хозяйства, старший чабан колхоза «Уш-тобе» Каркаралинского района Карагандинской области, Казахская ССР. Герой  Социалистического Труда (1949).

## Биография
Родился в 1887 году в крестьянской семье в Семипалатинской области.
С раннего детства занимался батрачеством.
В 1929 году одним из первых вступил в колхоз «Уш-тобе» Каркаралинского района (с 1957 года — совхоз имени Фрунзе Каркаралинского района). Занимался выпасом овец. Был назначен старшим чабаном. 
В 1948 году он содержал стадо с общим количеством в 410 грубошёрстных овцематок и вырастил в среднем по 120 ягнят от каждых 100 овцематок. За получение высокой продуктивности животноводства в 1948 году указом Президиума Верховного Совета СССР от 12 июля 1949 года удостоен звания Героя Социалистического Труда с вручением ордена Ленина и золотой медали «Серп и Молот».
Вместе с ним в колхозе «Уш-тобе» трудились скотники Хасен Бекбосынов и Толеген Жунусов, удостоенные звания Героя Социалистического Труда этим же указом.
Работал в совхозе имени Фрунзе до выхода на пенсию в 1962 году.
Скончался в 1969 году. Похоронен на мусульманском кладбище села имени Касыма Аманжолова (экс-село Новостройка) Каркаралинского района.